# Delta Tau Delta
Delta Tau Delta (ΔΤΔ), communément appelé Delt ou DTD, est une fraternité internationale d'universités basée aux États-Unis. Le Delta Tau Delta a été fondé en 1858 au Bethany College (en), à Bethany, en Virginie (aujourd'hui en Virginie occidentale). Elle compte actuellement environ 140 sections d'étudiants dans tout le pays, ainsi que quelques groupes régionaux d'anciens élèves. Son partenaire philanthropique national est l'organisation de recherche sur le diabète JDRF (en).

## Histoire

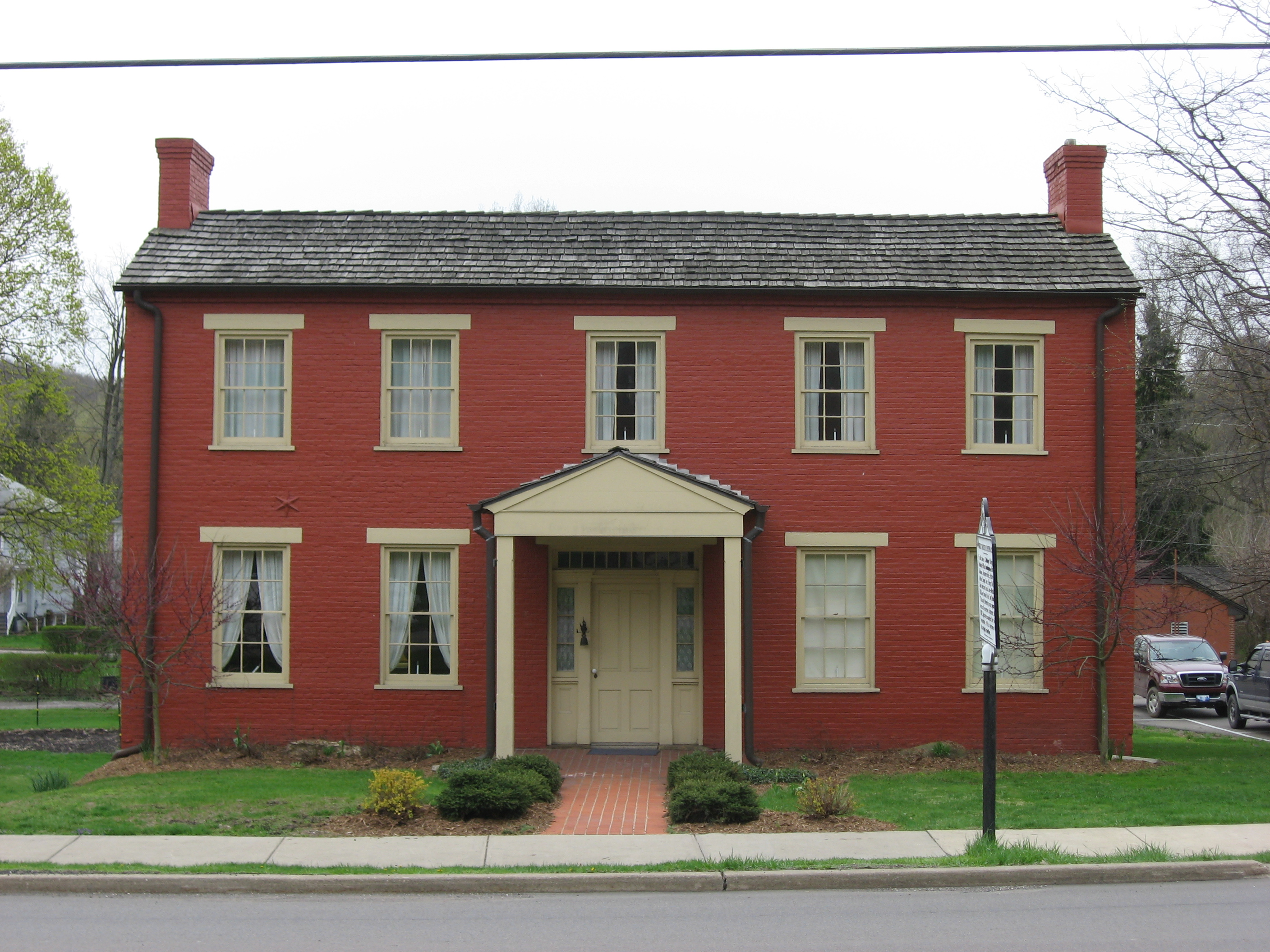
La maison dans laquelle Delta Tau Delta a été fondé

La Fraternité Delta Tau Delta a été fondée en 1858, bien que certains documents anciens fassent référence à la fondation en 1859 ou 1860, au Bethany College (en) de Bethany, en Virginie (aujourd'hui Virginie occidentale). À cette époque, la vie sociale sur le campus était centrée sur la Neotrophian Society, une société littéraire.
Selon Jacob S. Lowe, à la fin de 1858, un groupe d'étudiants s'est réuni dans la chambre de Lowe dans la pension Dowdell pour discuter des moyens de reprendre le contrôle de la Neotrophian Society et de rendre le contrôle aux étudiants en général. La controverse sous-jacente était que la Société Néotrophienne, de l'avis des huit hommes qui avaient formé le Delta Tau Delta, avait décerné un prix littéraire après un vote truqué. Une constitution, un nom, un insigne, un rituel et une devise ont été conçus, et Delta Tau Delta est né.

Le membre Henry King Bell de Lexington, au Kentucky, a entendu parler des effets de la guerre civile sur le Bethany College et de l'adhésion de Delta Tau Delta. Après s'être rendu à Bethany et avoir réalisé que la longévité de Delta Tau Delta était en danger, Bell se rendit à Canonsburg, en Pennsylvanie. Le 22 février 1861, Bell s'est rendu de Bethany au Jefferson College (qui fusionnera plus tard avec la Washington Academy pour devenir l'actuel Washington & Jefferson College (en)) pour ramener sur son campus d'origine la désignation de la section Alpha et la gouvernance de la Fraternité. En réponse à la fusion du Jefferson College avec la Washington Academy, une élection a eu lieu lors de la Convention générale (qui sera plus tard rebaptisée la Karnea). L'Ohio Wesleyan a alors pris la désignation Alpha. Avant que la désignation Alpha ne soit finalement transférée à l'Allegheny College (en) (son emplacement actuel), la section de l'Ohio Wesleyan s'est temporairement dissoute en raison d'un manque de membres.

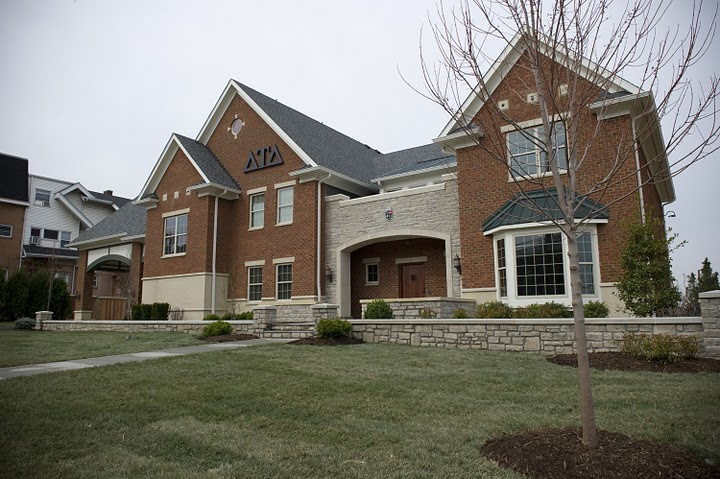
La maison de la fraternité Delta Tau Delta à l'université de Cincinnati

Après la disparition de la section de l'Ohio Wesleyan en 1875, celle de l'Allegheny College, quatrième et dernière à détenir la désignation Alpha, a pris le contrôle de la fraternité. James S. Eaton, membre de l'Allegheny College, s'est rendiu à Delaware, en Ohio, pour recueillir ce qui restait des archives de l'organisation et pour enquêter sur ce qui s'était passé au sein du chapitre de l'Ohio Wesleyan qui est revenu en 1890. Eaton a ramené la désignation Alpha"avec lui à Allegheny College, où un groupe d'étudiants de premier cycle a géré la plus grande organisation ainsi que leur propre section. Pendant cette période, un magazine a été créé et 15 sections ont été fondées, dont huit ont survécu (plusieurs autres ont été rétablis plus tard).
En 1886, Delta Tau Delta a fusionné avec la société secrète connue sous le nom de Rainbow Fraternity, une fraternité du sud fondée en 1848 à l'université du Mississippi. En guise d'ode à la fraternité fusionnée, les sections du Delta Tau Delta ont organisé une cérémonie publique, le rite de l'iris. Le magazine saisonnier de l'organisation nationale est également appelé « The Rainbow ».
La maison des fondateurs de Delta Tau Delta a été inscrite au registre national des lieux historiques en 1979.
Les membres de Delta Tau Delta sont officieusement appelés « Delts ».